# 아카기정
아카기정(赤来町)은 시마네현 산간부에 있던 정이며 이시군에 속했다.
산간 지역의 정이었기 때문에 도시 지역의 마을과 비교하여 인구는 적었다.
인접한 돈바라정과 합병해 이난정이 되었기 때문에 폐지되었다.

## 역사
- 1957년 1월 1일 - 2개의 촌이 합병해 성립하였다.
- 2005년 1월 1일 - 돈바라정과 합병해 이난정이 성립하였다. 동일 아카기정은 폐지되었다.

## 교통

### 도로
- 국도 제54호선
- 국도 제184호선